# معهد ماكس بلانك لعلم الوراثة الجزيئي
معهد ماكس بلانك لعلم الوراثة الجزيئي (بالألمانية: Max-Planck-Institut für molekulare Genetik) هو معهد بحثي مقره مدينة برلين الألمانية. يختص بعلم الوراثة الجزيئي، وهو أحد المعاهد المكونة لشبكة معاهد ماكس بلانك التابعة لجمعية ماكس بلانك لتقدم العلوم.